# Jean Baptiste Guimet

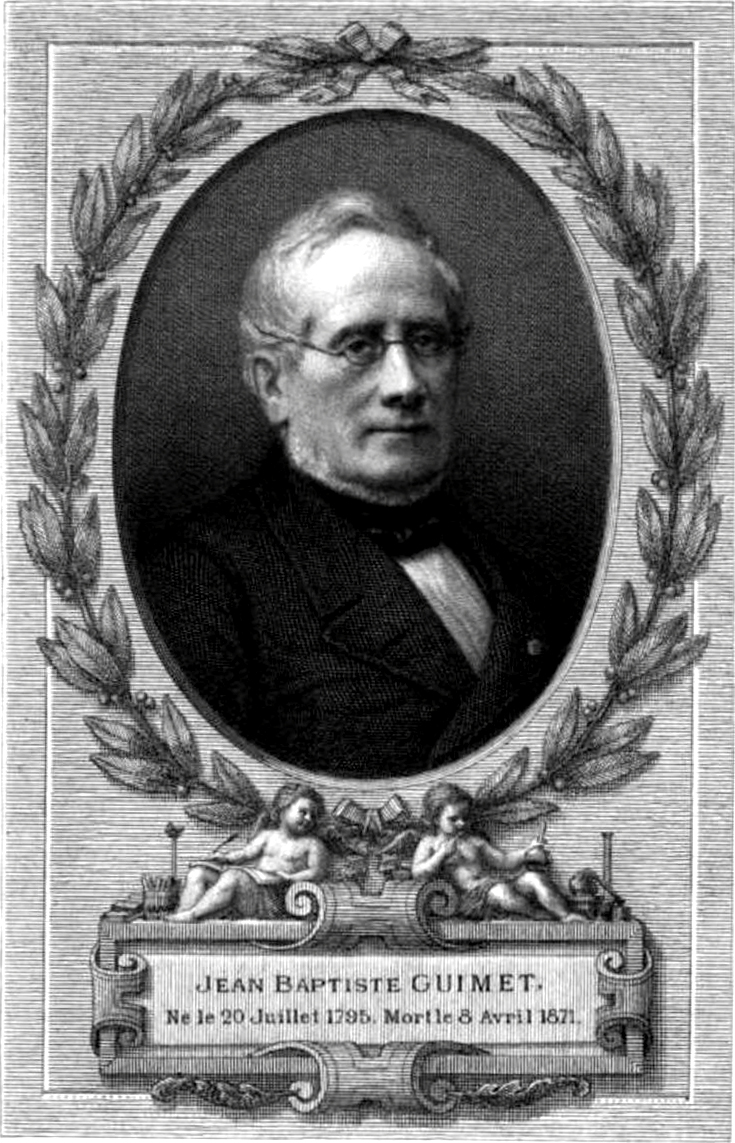
Jean Baptiste Guimet

Jean-Baptiste Guimet (20 de julio de 1795 - 8 de abril de 1871) fue un químico industrial francés, nacido en Voiron.
Estudió en la École Polytechnique en París, y en 1817 entró en la Administration des Poudres et Salpetres. En 1828 fue premiado con el premio ofrecido por la Société d'Encouragement pour l'Industrie Nationale por un proceso de producción artificial de pigmento azul marino con todas las propiedades de la sustancia preparada del lapislázuli; y seis años después él resignó su posición oficial para dedicarse a la producción comercial de ese material, colocando una fábrica en Fleurieux sur Saone.
Su hijo Émile Étienne Guimet lo sucedió en la dirección de la fábrica.